# Jagdgeschwader 11
11-я истребительная эскадра (нем. Jagdgeschwader 11, (JG11)) — эскадра истребителей люфтваффе. Была сформирована в апреле 1943 года для обороны территории Рейха. Костяк эскадры составили пилоты из JG1: группа I./JG11 была образована на основе III./JG1, a II./JG11 — на базе III./JG1. В середине мая 1943 года сформировали III./JG11, которая дислоцировалась на аэродроме в Ноймюнстере. В состав эскадры также вошли отдельная эскадрилья обороны острова Гельголанд — Jagdstaffel Helholand (II./JG11). В Дании сформировали эскадрилью 10./JG11 для прикрытия пролива Скагеррак. Эскадра сражалась, в основном, в Германии и только на короткий период времени группа I./JG11 была переброшена в Южную Норвегию. С высадкой союзников в Нормандии I и II группы сражались во Франции в 1944 году, а группа III./JG11 сражалась на северном и центральном участках Восточного фронта. 1 января 1945 года во время операции «Боденплатте» — налете на аэродромы союзников погибли командир полка майор Гюнтер Шпехт и командир III./JG11 капитан Гюнтер фон Фассонг. В январе 1945 года эскадру перебросили на Восточный фронт в район Познани, Пилы и Кюстрина. В феврале эскадру перебазировали на Берлинский аэродромный узел. Из-за больших потерь в марте расформировали I./JG11. Остатки эскадры капитулировали в Северной Германии, Шлезвиг-Гольштейне, Дании и Норвегии.

## Состав эскадры

### Geschwaderkommodoren (командиры эскадры)
| командующий                  | период                              | примечания                     |
| ---------------------------- | ----------------------------------- | ------------------------------ |
| гауптман Антон Мадер         | 1 апреля — ноябрь 1943 года         | позже назначен командиром JG54 |
| оберст-лейтенант Герман Граф | 11 ноября 1943 — 29 марта 1944 года | ранен                          |
| и. о. гауптман Антон Хакль   | апрель — 15 апреля 1944 года        | тяжело ранен                   |
| майор Герберт Илефельд       | 1 — 20 мая 1944 года                | назначен командиром JG1        |
| майор Гюнтер Шпехт           | 15 мая 1944 — 1 января 1945 года    | погиб                          |
| майор Юрген Хардер           | январь — 17 февраля 1945 года       | погиб                          |
| майор Антон Хакль            | 20 февраля — 5 мая 1945 года        |                                |

### Gruppenkommandeure I./JG11 (командиры группы I./JG11)
| командующий                      | период                             | примечания                                                     |
| -------------------------------- | ---------------------------------- | -------------------------------------------------------------- |
| майор Вальтер Шпис               | 1 апреля — июнь 1943 года          |                                                                |
| гауптман Эрвин Клаузен           | 20 июня — 4 октября 1943 года      | погиб                                                          |
| и. о. гауптман Эрих Войтке       | 4 — 15 октября 1943 года           |                                                                |
| гауптман Рольф Хермихен          | 16 октября 1943 — май 1944 года    | 19.07.43 возглавил вновь сформированную учебно-боевую I./JG111 |
| обер-лейтенант Ганс-Генрих Кёниг | май — 24 мая 1944 года             | погиб                                                          |
| и. о. обер-лейтенант Фриц Энгау  | 24 мая — 1 июня 1944 года          | командир 2./JG11                                               |
| гауптман Зигфрид Зимш            | 1 — 8 июня 1944 года               | погиб                                                          |
| и. о. обер-лейтенант Фриц Энгау  | 8 — 24 июня 1944 года              |                                                                |
| гауптман Вернер Лангеман         | 24 июня — 14 июля 1944 года        | попал в плен                                                   |
| и. о. обер-лейтенант Ганс Шрангл | 15 июля — 14 августа 1944 года     |                                                                |
| гауптман Вальтер Матони          | 15 августа — 30 сентября 1944 года | назначен командиром I./JG2                                     |
| и.о. гауптман Бруно Штолле       | октябрь — 25 ноября 1944 года      | вернулся в Erp.Kdo152                                          |
| гауптман Рудигер фон Кирхмайр    | 25 ноября 1944 — апрель 1945 года  | перешел в JV44                                                 |
| гауптман Карл Леонхард           | апрель — 5 мая 1945 года           |                                                                |

### Gruppenkommandeure II./JG11 (командиры группы II./JG11)
| командующий                | период                               | примечания                  |
| -------------------------- | ------------------------------------ | --------------------------- |
| гауптман Гюнтер Байзе      | 1 — 15 апреля 1943 года              |                             |
| майор Адольф Дикфельд      | 17 апреля — май 1943 года            | ранен                       |
| гауптман Гюнтер Шпехт      | май 1943 — 15 апреля 1944 года       | назначен командиром эскадры |
| майор Гюнтер Ралль         | 19 апреля — 12 мая 1944 года         | ранен                       |
| гауптман Вальтер Крупински | май — 12 августа 1944 года           | ранен                       |
| гауптман Карл Леонхард     | 13 августа 1944 — 5 апреля 1945 года | назначен командиром I./JG11 |

### Gruppenkommandeure III./JG11 (командиры группы III./JG11)
| командующий                       | период                         | примечания                  |
| --------------------------------- | ------------------------------ | --------------------------- |
| гауптман Эрнст-Гюнтер Хайнце      | апрель — сентябрь 1943 года    |                             |
| гауптман Антон Хакль              | 1 октября 1943 — май 1944 года | тяжело ранен                |
| гауптман Хорст-Гюнтер фон Фассонг | май 1944 — 1 января 1945 года  | погиб                       |
| обер-лейтенант Пауль-Генрих Дёне  | 2 января — февраль 1945 года   | назначен командиром II./JG1 |
| гауптман Герберт Куча             | 23 февраля — 5 мая 1945 года   |                             |